# Pavol Kosík
Pavol Kosík (* 2. července 1980, Myjava) je bývalý slovenský fotbalový útočník, který ukončil svou hráčskou kariéru v klubu TJ Spartak Myjava.

## Fotbalová kariéra
Svoji fotbalovou kariéru začal v TJ Spartak Myjava. Mezi jeho další angažmá patří: MŠK Žilina, FK Senica a MFK Myjava-Turá Lúka.

V únoru 2015 ukončil ze zdravotních důvodů ve věku 34 let hráčskou kariéru.